# Нікітін Юрій Іванович
Юрій Іванович Нікітін (нар. 1965, м. Винники, Львівська область) — український суддя. У лютому 2008 року Президентом України призначений суддею Конституційного Суду України.
Припинив повноваження судді 15 червня 2010 року.

## Життєпис
Трудову діяльність розпочав у 1983 році кур'єром Червоноармійського районного народного суду м. Львова.
Проходив строкову військову службу.
Навчався на юридичному факультеті Львівського державного університету імені Івана Франка (1986—1991).
Працював стажистом, виконуючим обов'язки народного судді Червоноармійського районного народного суду м. Львова.
З 1993 року — народний суддя Личаківського районного народного суду м. Львова.
З 1996 року — суддя Апеляційного суду Львівської області.
У 2006 році обраний суддею Верховного Суду України.

## Нагороди
- Заслужений юрист України.